# I Am a Rock
I Am a Rock és una cançó escrita per Paul Simon. Fou interpretada per primer cop per Simon tot sol com a pista d'obertura del seu àlbum The Paul Simon Songbook, el qual gravà i publicà l'agost de 1965 al Regne Unit. Més tard, ell i Art Garfunkel van formar el duet Simon and Garfunkel i la van regravar el 14 de desembre de 1965; la van incloure com a darrera pista del seu àlbum Sounds of Silence, publicat el 17 de gener de 1966.